# Vierlinden
Vierlinden é um município da Alemanha, situado no distrito de Märkisch-Oderland, no estado de Brandemburgo. Tem 69,45 km² de área, e sua população em 2019 foi estimada em 1.426 habitantes.